# 藪田裕衣
藪田 裕衣（やぶた ゆい、1996年3月4日 - ）は、日本の陸上競技選手。種目は長距離走。大塚製薬所属。

## 概要
京都産業大学出身。クイーンズ駅伝出場者。